# Lindsey Shaw

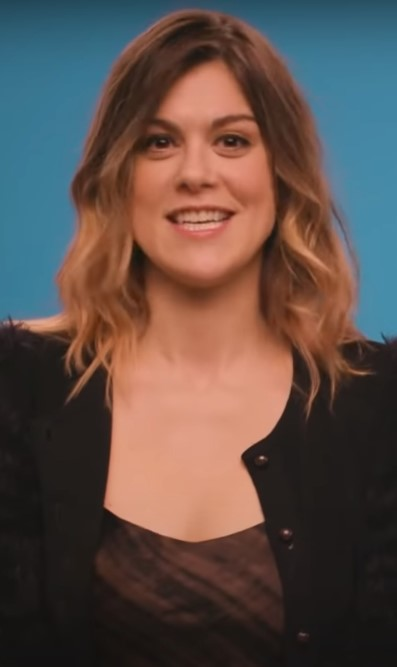
Lindsey Shaw

Lindsey Marie Shaw (n. 10 mai 1989) este o actriță americană. Ea este mai bine cunoscută pentru rolul „Moze” Mosley. Momentan, ea joacă rolul lui Paige, iubita lui Emily din serialul produs de Abc Family „Pretty Little Liars” si rolul lui June,iubita lui Ryan Shay si serialul Suburgatory.

## Filmografie
| Film        | Film                                     | Film                   | Film                 |
| An          | Film                                     | Rol                    | Note                 |
| ----------- | ---------------------------------------- | ---------------------- | -------------------- |
| 2010        | Devolved                                 | Peggy                  |                      |
| 2010        | Nic & Tristan Go Mega Dega               | Aubrey                 |                      |
| 2011        | 16-Love                                  | Ally Mash              | Post-producție       |
| 2011        | The Howling: Reborn                      |                        | Post-producție       |
| Televiziune |                                          |                        |                      |
| An          | Titlu                                    | Rol                    | Note                 |
| 2004–2007   | Ned's Declassified School Survival Guide | Jennifer "Moze" Mosely | (toate episoadele)   |
| 2007–2008   | Aliens in America                        | Claire Tolchuck        | (toate episoadele)   |
| 2008        | Eleventh Hour                            | Vivian Bingham         | Episodul: „Titans”   |
| 2009–2010   | 10 Things I Hate About You               | Kat Stratford          | Personajul principal |
| 2011        | Pretty Little Liars                      | Paige McCullers        | Rol periodic         |
| Film scurt  |                                          |                        |                      |
| An          | Titlu                                    | Rol                    | Note                 |
| 2005        | The Great Lie                            | Robyn                  |                      |
| 2010        | Gideon                                   | Faye                   | Complet              |